# Luton Town FC
Luton Town Football Club är en engelsk professionell fotbollsklubb i Luton, England, som spelar i League One från och med säsongen 2025/6. Klubben grundades 1885 och har smeknamnet "The Hatters". Hemmamatcherna spelas på Kenilworth Road som har en kapacitet på 10 356 åskådare.
Luton var den första klubben i södra England som blev professionell, redan 1890 betalade klubben ut lön till sina spelare. Luton gick med i The Football League inför säsongen 1897/98 men lämnade 1900 på grund av ekonomiska problem. 20 år senare kom klubben tillbaka och nådde First Division för första gången 1955/56. 
Luton Town är det första fotbollslaget att återvända till den högsta ligan i engelsk fotboll efter successiva nedflyttningar ner till den femte nivån i den engelska seriepyramiden. Luton blev även den första klubben som tidigare spelat i Non-League (ligor utanför/nedanför Englands professionella ligasystem) för att sedan spela i Premier League (sedan reformeringen till Premier League säsongen 1992/93).

## Historia

Klubbens ligaplaceringar från och med 1897.

Luton Town grundades 1885 genom en sammanslagning av Luton Wanderers och Luton Excelsior och var en av klubbarna som grundade Southern Football League 1894. Man ansökte om medlemskap i The Football League 1896, och gick med i ligan året efter. Första säsongen i ligan, 1897/98, slutade med en åttondeplats i Division 2. Det blev inga större framgångar de första åren, och 1900 drog man sig ur ligan för att åter gå med i Southern League. 1905 flyttade man till sin nuvarande hemmaarena Kenilworth Road.
1920 gick klubbarna i Southern League, inklusive Luton Town, upp i The Football League och bildade Division 3. Luton kom att tillbringa 17 säsonger i trean, innan man säsongen 1936/37 vann Division 3 South och gick upp i Division 2. 1955 kom man på andra plats i Division 2 och första säsongen i Division 1 slutade med en tiondeplats. 1959 gick Luton till final i FA-cupen, där det blev förlust mot Nottingham Forest. Säsongen 1959/60 slutade med nedflyttning till Division 2 efter att laget kommit sist i tabellen.
Under 1960-talet upplevde klubben en tung period. 1963 kom man sist i Division 2 och två år senare åkte man ned i Division 4.
Klättringen uppåt i seriesystemet började 1968, då man vann Division 4. Två år senare tog Luton steget upp i Division 2. Klubben spelade i tvåan under många år, men säsongen 1974/75 gjorde man ett besök i högstadivisionen. 1982 vann man Division 2 under tränaren David Pleats ledning. Luton kom att spela i Division 1 tio år i rad innan man 1992 blev nedflyttade. Säsongen 1986/87 slutade Luton på sjunde plats i Division 1. I maj 1987 tog Ray Harford över som tränare efter John Moore. Under Harfords första säsong, 1987/88, tog Luton sin första cuptitel när man besegrade Arsenal med 3–2 i Ligacupfinalen på Wembley Stadium. I januari 1990 fick Harford sparken, då Luton kämpade för att hänga kvar i Division 1. Jim Ryan tog över efter Harford, men fick sparken efter 16 månader, trots att man lyckades undvika nedflyttning säsongen 1990/91. David Pleat anställdes som tränare för andra gången, men Luton åkte ned i nya Division 1 och har inte spelat i högstadivisionen sedan dess. Pleat blev kvar i klubben fram till 1995, då han tog över Sheffield Wednesday. Hans efterträdare Terry Westley fick sparken i december 1995, och Luton kom sist i Division 1.
Lennie Lawrence fick sparken som tränare efter säsongen 1999/00. Inte heller Ricky Hill kunde föra Luton till några framgångar, varför han fick sparken i januari 2001. Joe Kinnear tog över, men kunde inte förhindra att klubben åkte ned i den lägsta divisionen i The Football League för första gången på över 30 år. Kinnear lyckades dock föra upp Luton i Division 2, och säsongen 2002/03 kom man på nionde plats. Sommaren 2003 fick Kinnear sparken av klubbens nya ägare, som anställde den förra spelaren Mike Newell som tränare. Newell ledde laget till en tiondeplats i Division 2 säsongen 2003/04, vilket var en positiv överraskning. Inför säsongen 2004/05 bytte Division 2 namn till League One. Luton vann serien och tog steget upp i The Championship. Första säsongen i The Championship imponerade man stort och slutade på en stark tionde plats. 2006/07 slutade man dock sist och trillade ur The Championship. Året efter fick man inleda med tio minuspoäng och man lyckades inte resa sig efter den smällen och slutade sist i serien på ynka 33 poäng. Inför säsongen 2008/09 var man så långt nere i seriesystemet som i League Two där man slutade så dåligt som på en 16:e placering (man vann dock Football League Trophy), men på grund av den skrala ekonomin tilldömdes man inte mindre än 30 minuspoäng, vilket medförde att man slutade klart sist och flyttades ned till Football Conference till säsongen 2009/10.
Efter att tre år i rad nått playoffspel, men varje gång misslyckats med att den vägen ta sig tillbaka till League Two, kom Luton inte bättre än sjua säsongen 2012/13. Höjdpunkten under säsongen kom i stället då Luton vann med 1–0 mot Norwich City på Carrow Road och blev första lag från Football Conference att i FA-cupen vinna på bortaplan mot en klubb från Premier League. Säsongen därpå (2013/14) vann Luton Football Conference i överlägsen stil med 19 poäng till godo på tvåan Cambridge United och tog tillbaka en plats i The Football League. Under de fem säsongerna i Football Conference behöll Luton Town ett starkt grepp om sina supportrar och hade som sämsta publiksnitt 5542 åskådare säsongen 2011/12. Säsongen 2013/14 var det endast Portsmouth som hade ett bättre publiksnitt bland klubbarna i League Two, en nivå högre än Luton.
Säsongen 2017/18 kom Luton tvåa i League Two och flyttades upp till League One, och säsongen därpå lyckades man återta platsen i The Championship efter mer än tio års bortavaro.

## Spelare

### Truppen
Korrekt per den 04 augusti 2025
| 1  | England | James Shea  | 16 juni 1991 | AFC Wimbledon (-17)     |
| 24 | Irland  | Josh Keeley | 17 maj 2003  | Tottenham Hotspur (-25) |

| 2  | England           | Reuell Walters  | 16 december 2004 | Arsenal (-24)                 |
| 3  | Skottland         | Kal Naismith    | 18 februari 1992 | Bristol City (-25)            |
| 5  | Danmark           | Mads Andersen   | 27 december 1997 | Barnsley (-23)                |
| 6  | Irland            | Mark McGuinness | 5 januari 2001   | Cardiff City (-24)            |
| 15 | England           | Teden Mengi     | 30 april 2002    | Manchester United (-23)       |
| 17 | Nederländerna     | Nigel Lonwijk   | 27 oktober 2002  | Wolverhampton Wanderers (-25) |
| 28 | Kongo-Brazzaville | Christ Makosso  | 9 maj 2004       | RWDM (-25)                    |
| 29 | England           | Tom Holmes      | 12 mars 2000     | Reading (-24)                 |
| 38 | England           | Joseph Johnson  | 21 februari 2006 | Luton Town FC                 |
| -  | England           | Cohen Bramall   | 2 april 1996     | Portsmouth (-25)              |

| 8  | England    | Liam Walsh        | 15 september 1997 | Swansea City (-24)       |
| 13 | Zimbabwe   | Marvelous Nakamba | 19 januari 1994   | Aston Villa (-23)        |
| 16 | England    | Hakeem Odoffin    | 13 april 1998     | Rotherham United (-25)   |
| 18 | England    | Jordan Clark      | 22 september 1993 | Accrington Stanley (-20) |
| 22 | Spanien    | Lamine Fanne      | 30 januari 2004   | AIK (-25)                |
| 23 | Nordirland | George Saville    | 1 juni 1993       | Millwall (-25)           |
| 26 | Grenada    | Shandon Baptiste  | 8 april 1998      | Brentford (-24)          |
| 27 | England    | Jake Richards     | 8 augusti 2007    | Exeter City (-25)        |
| 37 | England    | Zack Nelson       | 21 april 2005     | Luton Town FC            |

| 7  | Irland        | Millenic Alli  | 6 februari 2000  | Exeter City (-25)     |
| 9  | England       | Jerry Yates    | 10 november 1996 | Swansea City (-25)    |
| 10 | England       | Cauley Woodrow | 2 december 1994  | Barnsley (-22)        |
| 11 | England       | Elijah Adebayo | 7 januari 1998   | Walsall (-21)         |
| 14 | Nederländerna | Tahith Chong   | 4 december 1999  | Birmingham City (-23) |
| 19 | Skottland     | Jacob Brown    | 10 april 1998    | Stoke City (-23)      |
| 20 | Norge         | Lasse Nordås   | 10 februari 2002 | Tromsø (-25)          |
| 21 | Bermuda       | Nahki Wells    | 1 juni 1990      | Bristol City (-25)    |
| 25 | Guyana        | Isaiah Jones   | 26 juni 1999     | Middlesbrough (-25)   |
| 30 | England       | Gideon Kodua   | 2 oktober 2004   | West Ham United (-25) |

Not: Spelare i kursiv stil är inlånade.

### Utlånade spelare
| Nr | Land | Pos | Namn |
| -- | ---- | --- | ---- |

| Nr | Land | Pos | Namn |
| -- | ---- | --- | ---- |

## Meriter

### Liga
- The Championship eller motsvarande (nivå 2): Mästare 1981/82
- League One eller motsvarande (nivå 3): Mästare 1936/37 (South), 2004/05, 2018/19
- League Two eller motsvarande (nivå 4): Mästare 1967/68
- National League eller motsvarande (nivå 5): Mästare 2013/14

### Cup
- FA-cupen: Finalist 1958/59
- Ligacupen: Mästare 1987/88; Finalist 1988/89
- EFL Trophy: Mästare 2008/09